# Aleksander Marodić
Aleksander Marodić, slovenski pisatelj in dramatik, * 19. junij 1920, Zagreb, † 1. april 1996, Ljubljana.
Marodić je leta 1939 končal podčastniško strojniško šolo Jugoslovanske kraljeve vojne mornarice v Boki Kotorski. Med drugo svetovno vojno je bil na prisilnem delu v Berlinu. Od 1945 do 1953 je bil novinar v Zagrebu, kasneje svobodni umetnik. Leta 1955 se je preselil v Slovenijo. Živel v Ljubljani in vasi Hribljane (občina Cerknica) .

## Delo
Njegova bibliografija obsega nad tristo del. Pisal je radijske igre, scenarije za televizijske igre in nadaljevanke, šestnajst dramskih tekstov, prozo in mladinske povesti. 

### Romani
- Dnevi izdaje. Ljubljana: Borec, 1984
- Mrtvo ladjevje. Ljubljana: Borec, 1987

### Mladinske povesti
- Vihar. Ljubljana: Borec, 1967
- Deček iz zaboja. Ljubljana: Borec, 1985

### Drame (izbor)
- Operacija Altmark, 1955
- Liliputanci, 1955
- Svetloba nad davnino, 1956
- Na dnu kelihov, 1956
- Marsikaj v mestu Kotaču, 1959
- Krikec in Pikec, 1962
- Upor jezne gospodinje, 1979
- Deseta umetnost, 1980
- Pritožba Franca Mrzleša, 1982

### Scenariji
- Vsakdanja zgodba, TV igra, 1963
- VOS. TV nadaljevanka, 1965
- Mali oglasi. TV nadaljevanka, 1969-71
- Nora hiša. TV nadaljevanka, 1972
- Žrtev umetnosti. TV igra, 1975
- Poti in stranpoti I-II. TV nadaljevanka, 1976, 1979
- Tekma. TV igra, 1978
- Izseljevanje. TV igra, 1978
- Olimpiada. TV igra, 1979
- Nepovabljeni gost. TV igra, 1979
- Naša krajevna skupnost. TV nadaljevanka, 1980
- Resnični obraz Anite Novak. TV nadaljevanka, 1984
- z Michael Scharang Paralele. TV film, TV Ljubljana, ORF Wien, 1987
- Kustos ljubi Malči. TV igra, 1992

### Radijske igre (izbor)
- Tatinska kavka pionirja Slavka, 1961
- Ministrant, 1966
- Igi 1974?
- Igra, 1975
- Zadeva Orlando, 1978
- Kričač. Nadaljevanka, 1983

#### Za otroke
- Smeh in solze. 1968
- Mak, 1971
- Slamica. 1983
- Šerif Trepetlika, 1983-1986?
- Bobenček Bum. 1987?
- Krtek samovrtek. 1988
- Zlato kladivo, 1990
- Kralj